# Джеймі Гіпп
Джеймі Гіпп  (англ. Jaime Hipp; нар. 1 вересня 1981, Фресно, Каліфорнія, США) — американська ватерполістка, олімпійська медалістка.

## Виступи на Олімпіадах
| Олімпіада  | Дисципліна | Місце |
| ---------- | ---------- | ----- |
| Пекін 2008 | водне поло | 2     |